# Потамоним
Потамо́ним (от др.-греч. ποτᾰμός «река» + ὄνομα «имя») — собственное имя любой реки. Вид гидронима. Примеры: Вологда, Сухона, Нева, Енисей, Дубна, Ржавка, Калитва, Пресня. Совокупность потамонимов на той или иной территории составляет потамони́мию.
Раздел физической географии о реках называется потамология.

## Топоформат термина потамоним
Совокупность потамонимов: потамонимия;
Раздел науки: потамонимика;
Исследователь: потамонимист;
Список потамонимов: потамонимикон;
Процесс: потамонимизация (лексических единиц);
Обратный процесс: депотамонимизация;
Прилагательное: потамонимический (от потамонимика) и потамонимный (от потамоним).